# Datagram
Datagram je v informatice označení pro základní jednotku, která je přepravována v počítačové síti s přepojováním paketů, kde není zajištěno jejich doručení, zachování pořadí ani eliminace duplicity. Datagram obsahuje hlavičku, která nese služební informace (cíl, odesílatel a případně další řídící informace) a tělo, které obsahuje vlastní přenášená data. Díky tomu není přeprava datagramů v takové síti závislá na předchozím stavu sítě nebo vlastním pohybu datagramu, což vede k zjednodušení řízení sítě i vlastního doručování dat.
Termín datagram je někdy chápán jako synonymum s termínem paket, avšak jsou mezi nimi jemné rozdíly. Zatímco paket označuje obecná data přepravovaná v síti s přepojováním paketů, datagram obvykle označuje pakety související se službami, které neposkytují záruky (IP datagram, UDP datagram). V případě, kdy je fragmentován IP datagram, označují se vzniklé fragmenty jako pakety.[zdroj?]
Do výše uvedeného pravidla však nezapadá označení TCP segment, který označuje IP datagram nesoucí část souvislého toku dat přepravovaného pomocí TCP protokolu, který poskytuje na přepravu záruky (záruka pro doručení, resp. vyřešení ztrát, zachování pořadí a odstranění duplicit).